# I Fell in Love with the Devil
"I Fell in Love with the Devil" é uma canção gravada pela cantora e compositora canadense Avril Lavigne para seu sexto álbum de estúdio, Head Above Water, e lançada como o quarto e último single do disco em 28 de junho de 2019. Foi composta e produzida por Lavigne, que contou com a colaboração de Chris Baseford em sua produção. Liricamente, a faixa, uma balada pop sinfônica ao piano, trata a respeito de um relacionamento tóxico. Críticos musicais ficaram divididos em suas opiniões para com a obra.
Além de estar presente na turnê de divulgação do disco, "I Fell in Love with the Devil" foi promovida por um videoclipe, dirigido por Elliott Lester e lançado em 15 de julho de 2019. O material causou polêmica dentro da comunidade cristã, com a intérprete sendo acusada de ser "anti-religiosa".

## Recepção crítica
Em sua resenha de Head Above Water, Arielle Gordon da Pitchfork disse: "Infelizmente, muitas das declarações que ela [Lavigne] faz são, em contraste, obsoletas e sem inspiração. Mesmo em seus momentos mais fortes, não há nada de revelador nas letras, que tendem a perder o fôlego. A pior ofensora pode ser 'I Fell in Love with the Devil', que conta a história de um amante rebelde com metáforas que parecem retiradas de uma entrada do LiveJournal." Zoe Camp da Spin também foi desfavorável em sua crítica, dizendo: "Tomando uma facada tecnicamente frouxa na alma em 'I Fell in Love with the Devil', Lavigne oferece [uma] abordagem não muito intensa sobre um relacionamento abusivo." Mais positiva em sua opinião quanto à canção, Alexandra Pollard do The Independent alegou que "a voz de Lavigne atinge novos patamares também — particularmente em 'I Fell in Love with the Devil', uma ruminação sinistra e rigidamente elaborada sobre relacionamentos tóxicos". Para a Rolling Stone, Emily Zemler chamou-a de um "hino intimista" e uma "canção tingida de desgosto". Zemler também a reconheceu como mais emotiva que os singles anteriores "Head Above Water" e "Dumb Blonde".

## Faixas e formatos
- Download digital / streaming

1. I Fell in Love with the Devil (edição para rádio) – 3:38

## Paradas musicais
| Parada musical (2019)                        | Melhor posição |
| -------------------------------------------- | -------------- |
| China – Airplay/FL (Billboard)               | 6              |
| Estados Unidos – Lyric Find U.S. (Billboard) | 21             |